# 朝鮮成宗
朝鮮成宗（：／ Joseon Seongjong；1457年8月19日—1495年1月19日）， 是朝鲜王朝的第9代君主，1469年至1495年在位。姓李，名娎（：／ Yi Hyeol），廟號成宗，諡號康靖仁文宪武钦圣恭孝大王，葬於广州宣陵。

## 生平
成宗生於1457年8月19日（明天順元年七月三十日，朝鮮世祖三年七月三十日），出生一個多月後父親懿敬世子過世，世子之位由叔父李晄承襲，即睿宗，成宗則被祖父世祖封為乽山君。1469年12月31日（明成化五年十一月二十八日），睿宗薨，因其长子早夭，次子年幼，成宗奉祖母貞熹王后的命令即位，即位後他追封父親懿敬世子為德宗，並封母親韓氏為仁粹王妃，成宗六年再晉封母親為仁粹大妃。

### 继承关系
睿宗薨当天，成宗即位于景福宫勤政门。明史记载“晄病笃，以所生子幼，命其兄故世子暲子娎权国事，遣陪臣以闻。及卒，赐谥襄悼，命娎嗣位，娎妻韩氏封王妃”。睿宗有两子，长子早夭，但是还有次子，即齊安大君。大王大妃貞熹王后让睿宗次子出继平原大君为后，使他不能继承王位，而让成宗承睿宗之嗣。但是，按照宗法制度，成宗生父李暲就不应该被认为是成宗的父亲了。而根据《璇源系谱》，睿宗嗣子也是成宗而不是成宗的长兄月山大君，因為朝鮮也遵守「長子不為人後」的規則，因此由德宗的次子成宗入繼大統。

### 垂帘听政
由於成宗即位時只有十二歲，因此一直由貞熹王后垂帘听政，1476年才开始亲政。
反世祖的儒教士大夫们废除了朝鲜世祖和睿宗时代宫中的佛教仪式和朝廷生活中其他不正常现象。成宗每天要按严格的日程上两至四次课。春秋馆除了给国王讲课以外，还扩大为进谏机构，每天向国王灌输儒家思想，减少对佛教的支持，颁布了《度僧法》。

## 在位期间

### 政治文化
成宗在位期间扩建了弘文馆，完善了朝鲜包括司宪府、司谏院和弘文馆的三司制度，并完成編著並頒佈《經國大典》，成為了朝鮮刑法的典範。
前代官吏从官田收租收税作为私人收入的权利（职田制）开始衰微。在成宗一朝，新设的读书堂（又名湖堂，位置在汉城南郊龙山豆毛浦）内，青年学者受到良好对待并得到晋升的机会。通过开设经筵，儒教在施政中恢复地位。出自朱熹理学的朝鲜性理学说也开始兴起。
朝鲜刊印《大典续录》、《丝纶全集》和一部关于传统音乐的附插图的教本。学者们当中一些在世祖在位期间，因为反对篡位而曾遭受歧视的人在朝廷中立住了脚。
成宗一朝朝廷分成勋旧势力和新进的士林势力两大派别、兩派互相搏擊，党争加剧，而國內則出現文恬武嬉、兵备废弛的情況。

### 经济状况
经济没有重大改善。对官吏的土地实行由中央收取和分配田租（官收官给法）之后，官吏和两班谋求在耕种权方面取得对土地的控制，从而侵犯了农民的土地权份额。土地由于开垦荒地而增长，而这又进一步促进农业庄园的增加，但是政府试图阻止这一进程。一些农庄搜罗了奴婢和农民。另一些则放弃自己的自由地位，以逃避沉重的土地税，徭役和贡税。由于获得官职之路向反世祖的各派开放，拥有地产的欲望变得更加强烈，争取官职的竞争也更激烈。业已确立了功臣田、特别赐田、已开垦土地和积累土地耕种权的拥有者地位的人成了人们抨击的目标。

### 去世
1495年1月19日（明弘治七年十二月二十三日），成宗在昌德宫大造殿薨，在位25年，38岁。明朝赐谥为“康靖”，定世室，葬广州宣陵。
|  | 明朝祭文 惟王, 嗣守東邦, 爲國蕃翰。 恪恭奉職二十六年, 終始不渝, 朕所嘉尙。 忽聞哀訃, 悼念良深。 玆特謚曰康靖, 遣官諭祭, 用申恤典, 以示追榮。 惟靈有知, 尙其歆服。 |

## 評價
《朝鮮王朝實錄》:「上聰明英斷，寬仁恭儉，天性孝友。好學忘倦淹貫經史，射藝書畫亦極其妙。尊敬大臣禮遇臺諫，重惜名器明愼刑罰。崇儒術、闢異端，子惠黎庶褒奬節義，事大以誠交隣以信。勵精圖治愼終如始，文武竝用內外交修，南北賓服四境按堵，民樂生生之業者二十有六年。聖德至治，雖三代聖王，蔑以尙矣。」

## 家庭

### 王后
| 稱號                    | 生卒年     | 本貫 | 父母                                | 備註                                                     |
| ----------------------- | ---------- | ---- | ----------------------------------- | -------------------------------------------------------- |
| 恭惠王后韓氏            | 1456－1474 | 清州 | 上黨府院君韓明澮 黃驪府夫人驪興閔氏 | 睿宗元妃章順王后之妹。                                   |
| 貞顯王后尹氏 〔尹昌年〕 | 1462－1530 | 坡平 | 鈴原府院君尹壕 延安府夫人延安田氏   | 成宗四年封淑儀，王妃尹氏被廢後於成宗十一年成為新任王妃。 |

### 廢妃
| 稱號     | 生卒年     | 本貫 | 父母            | 備註                                                                             |
| -------- | ---------- | ---- | --------------- | -------------------------------------------------------------------------------- |
| 廢妃尹氏 | 1455－1482 | 咸安 | 尹起畎 高靈申氏 | 成宗十年被廢為庶人，十三年賜死。燕山君十年追尊為齊獻王后，中宗反正後，追奪諡號。 |

### 嬪御
| 稱號                  | 生卒年     | 本貫 | 父母            | 備註 |
| --------------------- | ---------- | ---- | --------------- | --- |
| 嬪南氏                | ？－？     | 宜寧 | 南忻 全州李氏   | ①傳聞在成宗死後與燕山君有染。其母為孝寧大君之嫡曾孫女。 ②初封淑儀，中宗十年（1515）時為貴人，後陞為嬪，但徽號不詳。 |
| 明嬪金氏              | ？－？     | 安東 | 金碏 東萊鄭氏   | |
| 貴人嚴氏 （嚴銀召史） | ？－1504   | 寧越 | 嚴山壽 南陽洪氏 | 牽涉廢妃尹氏事件遭到燕山君報復殺害。                                                                                |
| 貴人鄭氏 （鄭金伊）   | ？－1504   | 草溪 | 鄭仁石          | 牽涉廢妃尹氏事件遭到燕山君報復殺害。                                                                                |
| 貴人權氏              | ？－？     | 安東 | 權壽 韓氏       | |
| 昭儀李氏              | ？－？     |      |                 | 成宗十四年（1483年）從淑儀升昭儀。                                                                                  |
| 昭儀金氏              | ？－？     |      | 鄭氏            | ①成宗二十年（1489年），受賜奴婢三十二口。 ②貞熹王后過世時，墓誌文記載著育有一女的淑儀金氏。此二人可能為同一人。     |
| 淑儀洪氏              | 1457－1510 | 南陽 | 洪逸童 盧氏     | |
| 淑儀河氏              | ？－？     |      |                 | 在成宗去世時，河氏的品階記載為從四品淑媛。                                                                          |
| 淑儀鄭氏              | ？－？     | 東萊 | 鄭有義 楊州趙氏 | 其母趙氏是太宗嫡二女慶貞公主的外孫女。                                                                              |
| 淑容沈氏              | 1465－1515 | 青松 | 沈末同 星州李氏 | 父親沈末同是沈泟（昭憲王后之叔父）的庶子。在成宗去世時，沈氏的品階記載為從四品淑媛，生二子二女。                    |
| 淑容權氏              | ？－？     |      |                 | 在成宗去世時，權氏的品階記載為從四品淑媛，生一子一女。                                                              |
| 淑媛尹氏              | ？－1533   |      |                 | 事蹟不詳。過世後，其喪禮所需物品以淑容的規格辦理。                                                                  |

### 子
（按出生年份排列）
| 稱號     | 名   | 生卒年     | 生母     | 配偶                                               | 備註                                                             |
| -------- | ---- | ---------- | -------- | -------------------------------------------------- | ---------------------------------------------------------------- |
| 王子     | 孝信 | 1474－1475 | 不詳     | 無                                                 | 早夭。                                                           |
| 燕山君   | 㦕   | 1476－1506 | 廢妃尹氏 | 居昌郡夫人慎氏                                     | 初封世子，後成為第10代國王，因為昏虐失道，被群臣廢黜，卒於喬桐。 |
| 王子     |      | ？－1479   | 廢妃尹氏 | 無                                                 | 早夭。                                                           |
| 桂城君   | 恂   | ？－1504   | 淑儀河氏 | 安城郡夫人原州元氏                                 | 諡「僖靖」。                                                     |
| 安陽君   | 㤚   | 1480－1505 | 貴人鄭氏 | 沔川郡夫人綾城具氏                                 | 受到母親連累被燕山君下令賜死。諡「恭懷」。                       |
| 完原君   |      | 1480－1509 | 淑儀洪氏 | 沔川郡夫人全州崔氏 旌善郡夫人陽川許氏              |                                                                  |
| 檜山君   | 恬   | 1481－1512 | 淑儀洪氏 | 寧原郡夫人竹山安氏                                 | 諡「貞簡」。                                                     |
| 鳳安君   | 㦀   | 1482－1505 | 貴人鄭氏 | 宜春郡夫人平壤趙氏                                 | 受到母親連累被燕山君下令賜死。諡「貞愍」。                       |
| 甄城君   | 惇   | 1482－1507 | 淑儀洪氏 | 永陽郡夫人平山申氏                                 | 中宗二年賜死。諡「景愍」。                                       |
| 中宗大王 | 懌   | 1488－1544 | 貞顯王后 | 端敬王后居昌慎氏 章敬王后坡平尹氏 文定王后坡平尹氏 | 初封「晉城大君」，被群臣推戴，成為第11代國王。                   |
| 益陽君   | 懷   | 1488－1552 | 淑儀洪氏 | 順川郡夫人迎日鄭氏                                 |                                                                  |
| 利城君   | 慣   | 1489－1552 | 淑容沈氏 | 昆山郡夫人南平文氏 豊山郡夫人安東權氏              |                                                                  |
| 景明君   | 忱   | 1489－1526 | 淑儀洪氏 | 江陽郡夫人坡平尹氏                                 |                                                                  |
| 全城君   | 忭   | 1490－1505 | 貴人權氏 | 丹陽郡夫人安東權氏                                 | 諡「肅愍」。                                                     |
| 茂山君   | 悰   | 1490－1525 | 明嬪金氏 | 永陽郡夫人平山申氏                                 | 諡「孝貞」。                                                     |
| 寧山君   | 恮   | 1490－1538 | 淑容沈氏 | 金陵郡夫人靑松沈氏 交城郡夫人慶州鄭氏              | 諡「忠僖」。                                                     |
| 雲川君   |      | 1490－1524 | 淑儀洪氏 | 鶴城郡夫人安東權氏                                 | 諡「昭懷」。                                                     |
| 楊原君   | 憘   | 1492－1551 | 淑儀洪氏 | 文川郡夫人平壤趙氏 楊根郡夫人文化柳氏              | 諡「貞惠」。                                                     |
| 王子     |      | ？－？     | 明嬪金氏 |                                                    |                                                                  |
| 王子     |      | ？－？     | 明嬪金氏 |                                                    |                                                                  |
| 王子     |      | ？－？     | 淑容權氏 |                                                    |                                                                  |

### 女
（按嫡庶排列）
| 稱號     | 名   | 生卒年              | 生母     | 配偶                            | 備註 |
| -------- | ---- | ------------------- | -------- | ------------------------------- | --- |
| 順淑公主 |      | ？－1488            | 貞顯王后 | 無                              | 可能與愼淑公主為同一人。 |
| 公主     |      | 1485－1486          | 貞顯王后 | 無                              | |
| 公主     |      | 1490－？            | 貞顯王后 | 無                              | |
| 惠淑翁主 | 秀蘭 | 1478－？            | 淑儀洪氏 | 高原尉申沆 （1477年－1507年）   | 《璿源錄》記載其名為秀蘭（수란），胎誌石上則記載其名為壽蘭（수란）。                                                                                      |
| 徽淑翁主 |      | ？－？              | 明嬪金氏 | 豊原尉任崇載                    | 任崇載的兄長任光載是睿宗嫡長女顯肅公主的夫婿。 |
| 恭愼翁主 |      | 1481－1549          | 貴人嚴氏 | 淸寧尉韓景琛 （1482年－1504年） | 1.成宗十二年三月誕生。 2.她在燕山君時期遭到兄長流放，由於顛沛流離時依然不忘帶著亡夫的牌位，朝夕供奉，因此異母弟中宗繼位後下旨旌門。韓景琛則是韓明澮之孫。 |
| 慶順翁主 | 玉環 | 1482－？            | 淑容沈氏 | 宜城尉南致元                    | 南致元的堂弟為宜川尉南爕元。 |
| 敬淑翁主 |      | 1483－？            | 明嬪金氏 | 驪川尉閔子芳                    | 宣祖後宮靜嬪閔氏之曾祖母。 |
| 靜順翁主 |      | ？－1506            | 淑儀洪氏 | 奉城尉鄭元俊 （？－1507年）     | |
| 淑惠翁主 | 碧環 | 1486－1525          | 淑容沈氏 | 漢川尉趙無疆                    | |
| 慶徽翁主 |      | ？－1525            | 淑容權氏 | 鈴原尉尹鼐                      | |
| 徽靜翁主 |      | ？－？              | 明嬪金氏 | 宜川尉南爕元                    | 南爕元與尹鼐為舅甥關係。 |
| 靜惠翁主 |      | ？－1507            | 貴人鄭氏 | 清平尉韓紀 （1490年－1558年）   | 受到母親連累被兄長燕山君下令流放。 |
| 靜淑翁主 | 如蘭 | 1493－1573          | 淑儀洪氏 | 鈴平尉尹燮                      | |
| 淑慎翁主 |      | ？－1487 1478－1489 | 不詳     | 無                              | 未記錄在《璿源錄》，僅見於《成宗實錄》，由於卒年有兩種版本，因此無法確定其出生年份。                                                                      |
| 翁主     |      | ？－？              | 貴人鄭氏 |                                 | [ 39 ] [ 40 ] |
| 翁主     |      | ？－？              | 淑儀金氏 |                                 | |

## 相關影視及飾演者
- 思母曲‧  TBC, 1972年：演員 李木原 (이묵원)
- 雪中梅 ‧  MBC,1984~1985年：演員 吉用祐 (길용우)
- 韓明澮‧  KBS2, 1994年：演員 朴真星 (박진성)
- 張綠水 ‧  KBS2, 1995年：演員 玄錫 (현석)
- 王與妃 ‧  KBS2, 1998~2000年：演員 李珍雨 (이진우)
- 王和我 ‧  SBS, 2007~2008年：演員 高周元 (고주원)、童星演員 俞承豪 (유승호)
- 仁粹大妃 (電視劇) ‧ JTBC, 2012~2013年：演員 白成鉉 (백성현)
- 逆賊：偷百姓的盜賊‧ MBC, 2017年：演員 崔武成 (최무성)
- 七日的王妃 ‧ KBS2, 2017年：演員 金正學 (김정학)

## 附註
腳注
1. ↑  關於成宗最初的封號，《世祖實錄》、《睿宗實錄》為者乙山君，《成宗實錄》則是乽山君，目前以《成宗實錄》的紀錄為主

引用
1. ↑  《燕山君日記》(元年6月9日條):「○庚申，王如慶福宮，使臣奉祭、誥文，由正門入，王，鞫躬迎之。使臣就位，王由西階陞，就位俯伏。使臣，上香、奠爵、宣誥、讀祭文，如儀訖，行受賻禮。日午，行焚黃祭。其賜祭文曰：惟王，嗣守東邦，爲國蕃翰。恪恭奉職二十六年，終始不渝，朕所嘉尙。忽聞哀訃，悼念良深。玆特謚曰康靖，遣官諭祭，用申恤典，以示追榮。惟靈有知，尙其歆服。」
2. ↑  《宜寧南氏族譜》① （页面存档备份，存于）② （页面存档备份，存于）
3. ↑  但是《璿源錄》並沒有她的紀錄。
4. ↑  孝寧大君→嫡三子寶城君→嫡三子春陽君→嫡二女適南忻
5. ↑  .   [2016-02-29]. （原始内容存档于2021-03-12）.
6. ↑  .   [2016-02-29]. （原始内容存档于2020-02-17）.
7. ↑  .   [2014-05-13]. （原始内容存档于2021-03-12）.
8. ↑  .   [2016-02-29]. （原始内容存档于2020-02-17）.
9. ↑  .   [2016-04-06]. （原始内容存档于2021-03-12）.
10. ↑  .   [2014-05-13]. （原始内容存档于2019-01-20）.
11. ↑  .   [2014-01-09]. （原始内容存档于2021-03-12）.
12. ↑  .   [2016-04-02]. （原始内容存档于2020-02-17）.
13. 1 2 3 4 5 6  .   [2016-04-02]. （原始内容存档于2021-03-12）.
14. ↑  據《璿源錄》記載，慶貞公主下嫁平壤府院君趙大臨，生平壤趙氏；平壤趙氏適監察趙瓚，生楊州趙氏；楊州趙氏適縣監鄭有義，生淑儀鄭氏。
15. ↑  .   [2011-09-03]. （原始内容存档于2016-03-04）.
16. ↑  .   [2016-04-06]. （原始内容存档于2021-03-12）.
17. ↑  .   [2016-04-06]. （原始内容存档于2021-03-12）.
18. ↑  .   [2013-09-08]. （原始内容存档于2019-08-30）.
19. ↑  .   [2021-04-11]. （原始内容存档于2021-04-11）.
20. ↑  .   [2012-05-02]. （原始内容存档于2021-04-10）.
21. ↑  一說1478年，另一說1480年。
22. ↑  .   [2012-05-03]. （原始内容存档于2020-06-20）.
23. ↑  《璿源錄》記載桂城君生於庚子年（1480年）。
24. ↑  《璿源錄》
25. ↑  一說1478年，另一說1479年。
26. ↑  .   [2011-08-31]. （原始内容存档于2021-03-12）.
27. ↑  貞顯王后行錄記載，尹氏曾於己亥年（1479年）生翁主（當時尹氏為淑儀，尚未封王妃。）
28. ↑  《璿源譜略開刊儀軌》辛酉年(1681) 七月初一日……成宗朝愼淑公主 孝宗朝淑愼公主 落漏於宗簿寺御帖 雖是早卒 旣有封爵 則與凡諸子孫有異 故詳審添入之意 敢此仰達……
29. ↑  .   [2012-04-04]. （原始内容存档于2021-03-12）.
30. ↑  .   [2019-01-20]. （原始内容存档于2021-03-12）.
31. ↑  恭愼翁主墓誌石：……母曰嚴貴人，寧越人，僉知山壽之女，成化辛丑三月癸卯生翁主於宮中。……
32. ↑  南倫→南憬→南致元
33. ↑  南倫→南忻→南爕元
34. ↑  敬淑翁主→閔希說→閔士俊→靜嬪閔氏
35. ↑  南倫→南忻→南氏→尹鼐
36. ↑  .   [2017-08-20]. （原始内容存档于2021-03-12）.
37. ↑  .   [2017-08-20]. （原始内容存档于2020-02-03）.
38. ↑  可能是貴人鄭氏或是淑儀金氏。
39. ↑  .   [2016-04-02]. （原始内容存档于2020-02-17）.
40. ↑  1483年靜惠翁主尚未出生。